# Kanton Meulan-en-Yvelines
Kanton Meulan-en-Yvelines is een voormalig kanton van het Franse departement Yvelines. Het kanton maakte deel uit van het arrondissement Mantes-la-Jolie. Het werd opgeheven bij decreet van 21 februari 2014 met uitwerking op 22 maart 2015, waarbij alle gemeenten naar het kanton Les Mureaux zijn overgegaan. 
Het kanton Meulan-en-Yvelines omvatte negen gemeenten:
1. Meulan-en-Yvelines, kantoor kieskring
2. Chapet
3. Évecquemont
4. Gaillon-sur-Montcient
5. Hardricourt
6. Mézy-sur-Seine
7. Les Mureaux
8. Tessancourt-sur-Aubette
9. Vaux-sur-Seine